# Vassudevo Rogonata Porobo
Vassudevo Rogonata Porobo, 1.º Barão de Perném, foi um político português.

## Biografia
Súbdito Português da Índia, residente em Perném, Dessai de Perném, Moço Fidalgo da Casa Real com exercício no Paço, etc. Supõe-se pai do 1.º Visconde de Perném.
O título de 1.º Barão de Perném foi-lhe concedido por Decreto de D. Luís I de Portugal de 14 de Junho de 1878.